# Skype
 (транскр.  Скајп) била је апликација за видео-позиве. Била је у власништву предузећа Skype Technologies, које је 2011. купио Microsoft. У фебруару 2025. најављено је њено гашење за 5. мај исте године, у корист апликације Microsoft Teams.